# Gerih (plaats)
Gerih is een bestuurslaag in het regentschap Ngawi van de provincie Oost-Java, Indonesië. Gerih telt 12.791 inwoners (volkstelling 2010).